# Santa Rosa (Chiriquí)
Santa Rosa es un corregimiento del distrito de Bugaba en la provincia de Chiriquí, República de Panamá. Cuenta con ua población de 1.510 habitantes (2010).